# 唐纳德·E·布朗利
唐纳德·E·布朗利（1943年12月21日—）是一位美国天文學家，華盛頓大學教授，NASA星尘号任务首席科学家，与彼得·D·沃德共同提出了地球殊異假說。

## 荣誉
- 小行星3259以其姓氏命名[3]
- 美国国家科学院院士
- 美国文理科学院院士